# Heteropsis paradoxa
Heteropsis paradoxa is een vlinder uit de familie van de Nymphalidae, uit de onderfamilie van de Satyrinae. De soort is voor het eerst wetenschappelijk beschreven als Smithia paradoxa door Paul Mabille in een publicatie uit 1880.
De soort komt voor in de bossen van Madagaskar.